# Calle de Alcalá
La calle de Alcalá es una de las principales arterias de Madrid, tanto en tráfico como en actividad comercial. Se extiende a lo largo de 11 kilómetros desde el centro de Madrid hacia el estenordeste de la ciudad. Comienza en la Puerta del Sol, en el kilómetro 0 (origen radial de todas las carreteras de España y calles de Madrid), para terminar discurriendo paralela a la avenida de América, hasta la carretera de acceso a la estación de O'Donnell, hacia la mitad en términos geográficos del distrito de San Blas-Canillejas, en su extremo norte, concretamente en el barrio de Rejas. A lo largo de su trayecto se encuentran algunos de los edificios y monumentos más emblemáticos de Madrid como son la fuente de Cibeles y la Puerta de Alcalá. La calle fue centro del poder financiero a finales del siglo XIX, siendo denominada jocosamente como la calle de los banqueros.

## Historia
La calle de Alcalá es una de las más antiguas de Madrid. Su nacimiento y su posterior alargamiento resulta estar acorde con el crecimiento de Madrid según las épocas. Su origen como calle se pudo haber originado en un momento del Madrid de los Austrias cuando se empezó a edificar tras la Puerta del Sol. Cuando la calle Mayor necesitó prolongarse hasta alcanzar el denominado camino de Aragón. Siendo en sus tiempos una Cañada Real.

## Nombre
La calle se conoció en el pasado con la denominación de calle de «Los Olivares» (entre los siglos XV y XIX), pasando a denominarse calle de Alcalá, por ser el camino a Alcalá de Henares y finalizando en la Puerta de Alcalá. Con la ampliación de la ciudad de Madrid por el conocido como Plan Castro, aprobado en 1860, la calle de Alcalá ve prolongado su recorrido hasta el Puente de Ventas, límite entonces del municipio de Madrid, denominándose desde ese punto carretera de Aragón. Esta denominación permaneció inalterable hasta incluso después de la ampliación del término municipal de Madrid, que haría que la primitiva carretera hacia Alcalá fuera madrileña hasta llegar al río Henares.
A finales de la década de 1960, se eliminó la denominación carretera de Aragón, pasando el tramo Ventas-Cruz de los Caídos (hoy, Plaza de Ciudad Lineal) a denominarse calle de Alcalá, viendo prolongado su recorrido, mientras que el resto de la vía se renombró como avenida de Aragón. Finalmente, a mediados de la década de 1990, la calle de Alcalá tomaría buena parte del recorrido de la avenida de Aragón, concretamente hasta su intersección con la carretera de Acceso a la Estación de O'Donnell, junto a la conocida como Ciudad Pegaso, donde la vía finaliza por la presencia de la autopista M-14. Al otro lado de ésta, la vía resurge, ya como avenida de Aragón.

### Comienzos
Su trazado surge a comienzos del siglo XV de un antiguo camino que nacía del entonces límite occidental de Madrid, la Puerta del Sol (Véase también: Historia de la Puerta del Sol). La calzada conducía hacia el este, a la ciudad de Alcalá de Henares y hasta Aragón. Inicialmente recibió el nombre de calle de los Olivares, debido al Olivar que atravesaba y por el que se veía flanqueada.
Cuando la reina Isabel I  La Católica mandó talar el olivar aledaño, debido a la cantidad de malhechores que se escondían en él, la calle perdió su anterior denominación. El tramo de la calle que va desde el paseo del Prado a la Puerta de Alcalá se denominó calle del pósito debido a la presencia del Real Pósito de la Villa de Madrid.  El rey borbónico proveniente de Nápoles Carlos III decide construir una puerta de acceso tras su entrada en Madrid el 9 de diciembre de 1769, procedente de Barcelona. Al proyecto de la nueva puerta se presenta el ingeniero militar José de Hermosilla, el arquitecto Ventura Rodríguez y el arquitecto Francisco Sabatini. Siendo elegido el proyecto del arquitecto italiano Sabatini. La nueva Puerta de Alcalá se inauguró en 1778. Durante varios siglos se instaló en los aledaños de la calle el Real Pósito. Durante el siglo XVII se celebraron las Fiestas de Nuestra Señora del Carmen el día 16 de julio, posteriormente se trasladó la verbena al barrio de Chamberí.

### Ensanche de Madrid
A medida que la población de la ciudad crecía, y especialmente a raíz del nombramiento de Madrid como capital de España en el siglo XVI, sus aceras se fueron poblando de mansiones de la aristocracia y de conventos, convirtiendo el antiguo camino en parte de la ciudad.

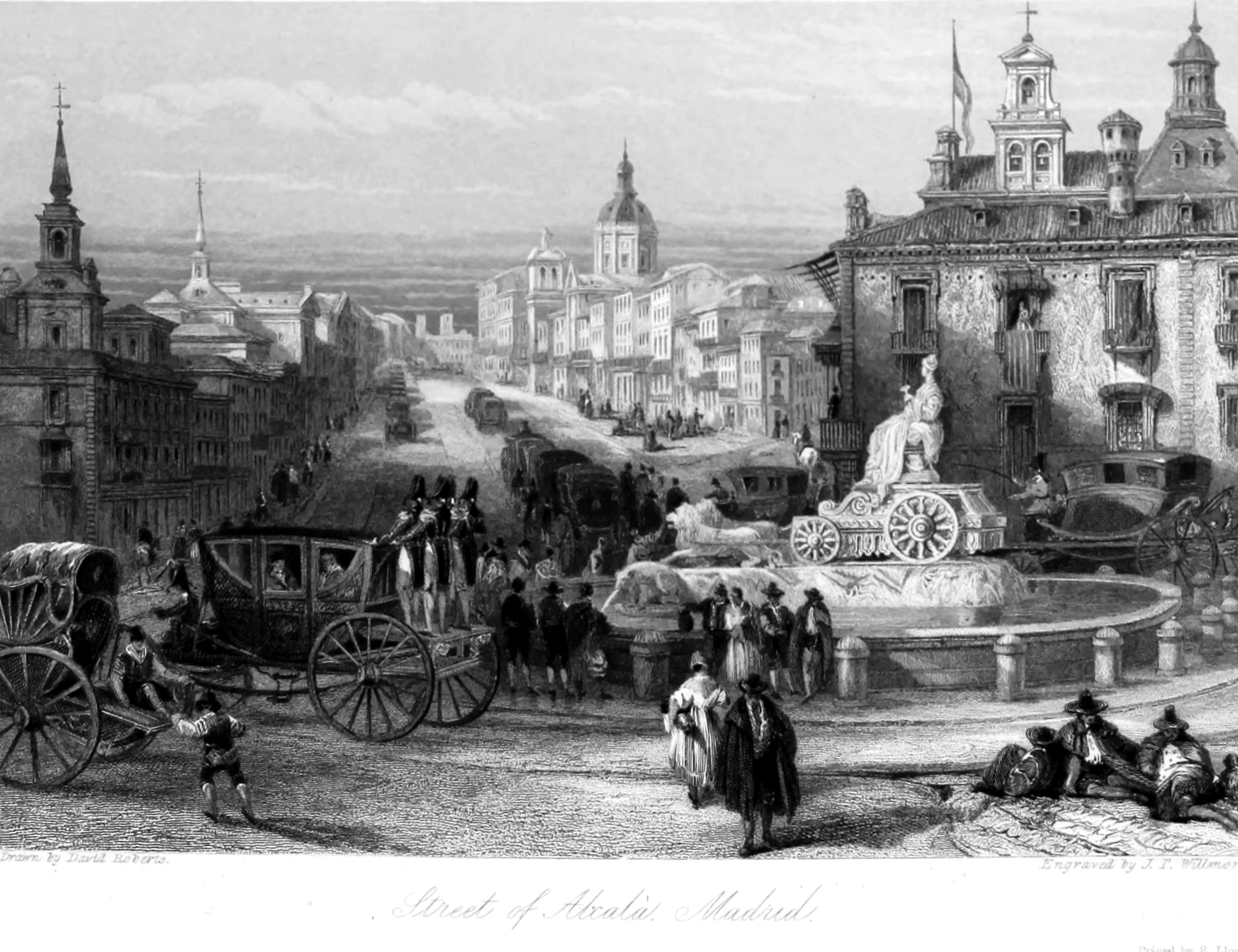
Calle de Alcalá y fuente de Cibeles hacia 1838 por David Roberts

Cerca de los Jardines del Buen Retiro (junto a la Puerta de Alcalá) se encontraba una plaza de toros encargada de ofrecer periódicamente a los madrileños diversas corridas de toros. Desde el siglo XV se venían celebrando estos festejos taurinos en la Plaza Mayor y desde comienzos del siglo XVIII se trasladó a esta zona de la calle de Alcalá. En 1754 se inaugura la plaza de toros que Fernando VI dona a la Junta de Hospitales de la capital. Su servicio como plaza de toros se prolonga hasta 1874 cuando se derriba con la apertura de otra junto a la carretera de Aragón, en funcionamiento hasta 1934. En el año 1931 se inaugura la Plaza Monumental de Las Ventas que empieza su servicio regular en la temporada taurina del año 1935.
En el número 34 de la calle se edifica en 1779 la denominada casa de los Heros, nombre que se debe a su constructor Juan Ignacio de los Heros. Siendo este local ellos de almacén de la Real Fábrica de Cristales de La Granja pasó a ser residencia del infante Sebastián de Borbón y del pintor José Madrazo, y entre 1871 y 1914 la sede de la Presidencia del Consejo (denominado en su época Palacio de la Presidencia). Tras su demolición, se levantó la actual la sede del Ministerio de Educación.
La plaza de la Independencia es ideada a mediados del siglo XIX por el urbanista Ángel Fernández de los Ríos que durante «Gloriosa» accede al cargo de Concejal en la Presidencia de Obras. Decide la denominación «plaza de la Independencia» en recuerdo de la Guerra de Independencia Española y concretamente de los defensores de Zaragoza. Pretende descongestionar el creciente tráfico de vehículos en la Puerta del Sol creando diversos centros en Madrid. En 1872 el Ayuntamiento decide realizar la transformación propuesta por Fernández de los Ríos e inicia la construcción de la Plaza de la Independencia junto con el barrio de Salamanca (adyacente a la calle de Alcalá) gracias a la intervención del marqués de Salamanca.
La calle de Alcalá acoge a finales del siglo XIX los mejores cafés de tertulia, así como las primeras sociedades. Existieron dos cafés de tertulia importantes a lo largo de la calle, el Café de Fornos y el Café Suizo, ambos situados uno en frente del otro. En 1836 se comienza la construcción del Casino de Madrid (número 15).
El Banco de San Carlos (futuro Banco de España) que tenía su sede en la calle Montera, en 1825 traslada su sede al edificio propiedad de los Cinco Gremios Mayores de Madrid de la calle de Atocha, que más tarde pasa a ser sede del nuevo Banco de San Fernando. Este banco en 1882 decide el traslado definitivo al palacio del Marqués de Alcañices, situado en la calle de Alcalá adyacente al paseo del Prado. Se inicia la construcción del que será el edificio del Banco de España, inaugurado en 1891. Ese mismo año se inaugura el edificio de la La Equitativa (número 14) en propiedad inicialmente de la Compañía de Seguros La Equitativa. Convirtiendo el eje Puerta del Sol-Plaza de la Independencia en el centro financiero de la capital. Diversos bancos españoles ponen sus sedes a lo largo de este tramo inicial de la calle.

### SiglosXXyXXI

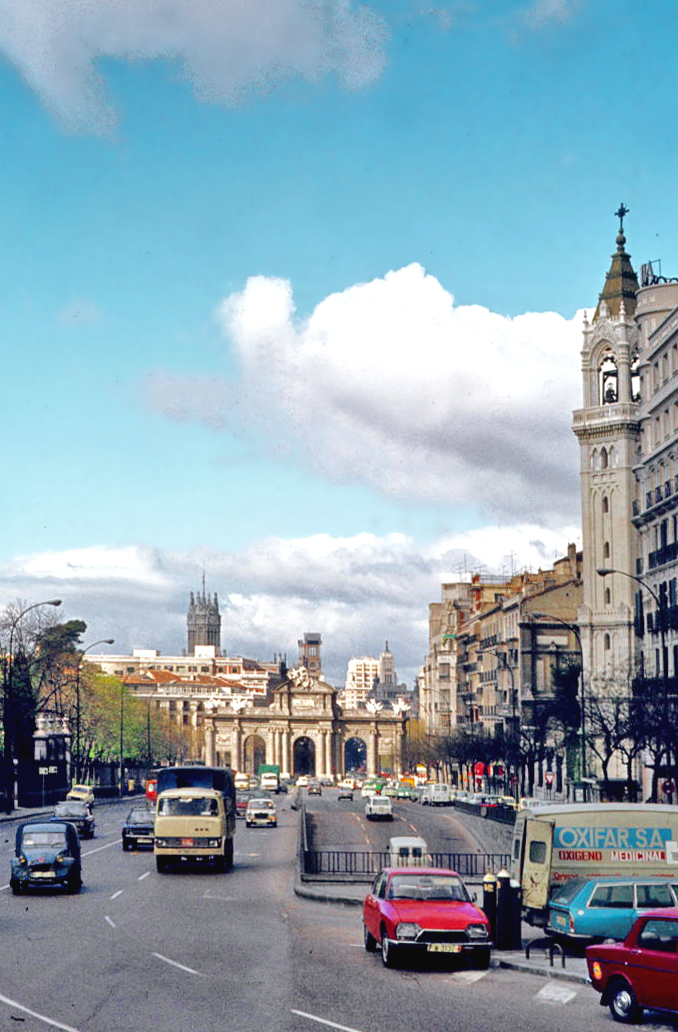
Calle de Alcalá en la década de 1970

A comienzos del siglo XX la calle se prolonga, debido al ensanche, más allá de la Puerta de Alcalá. En el año 1910 se inaugura la sede del Casino de Madrid en el número 15 y al año siguiente se abre en el número 1 la central interurbana de la Compañía Peninsular de Teléfonos. El tramo financiero va acumulando diversas sedes de bancos españoles. La necesidad de modernizar correos, y de emplear una sede que acoja los nuevos medios de comunicación hace que el Ayuntamiento de Madrid inaugure el Palacio de Comunicaciones (obra del arquitecto Antonio Palacios y de Joaquín Otamendi). Este arquitecto gallego logra construir cinco edificios en la calle.  Anteriormente el 4 de abril de 1910, delante de la iglesia de San José comienzan los derribos de casas para la construcción de la Gran Vía. El objetivo era dar acomodo a los nuevos medios de transporte que surgían por Madrid. El Círculo de Bellas Artes se construye en el periodo de 1919-1926.
El Ayuntamiento de Madrid decide a comienzos del siglo XXI el traslado de su sede desde la Casa de la Villa al antiguo Palacio de Comunicaciones.
En 2021 se reforma la calle desde Cedaceros hasta la plaza de Cibeles, para hacerla más accesible, con nuevos pasos de peatones y ensanchamiento de aceras, con más arbolado y mejora del carril bici y la iluminación, para recuperar el aspecto de bulevar que tenía hasta el siglo XX y continuar estéticamente la intervención que se realizó en 2019 en torno al Centro Canalejas. También se mejoró el firme para peatones y la iluminación entre el puente de Ventas y la plaza de Quintana dentro de un proyecto que prevé reformarla hasta el cruce con Arturo Soria.

## Recorrido

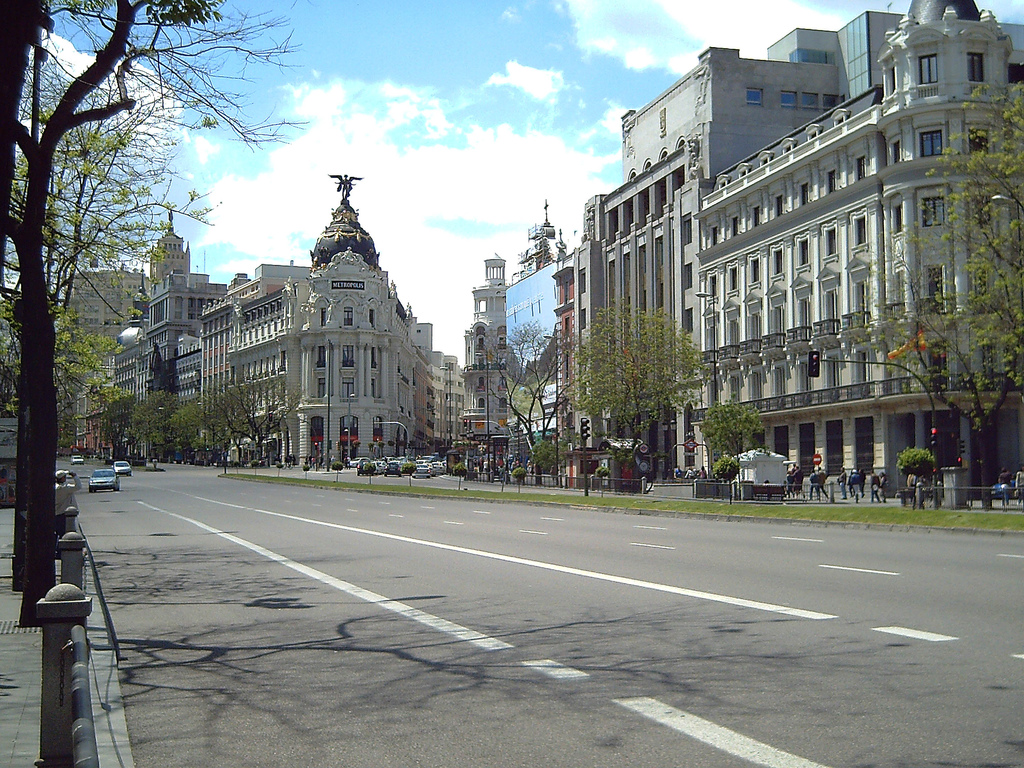
Vista de la calle de Alcalá desde el Banco de España hacia la puerta del Sol.

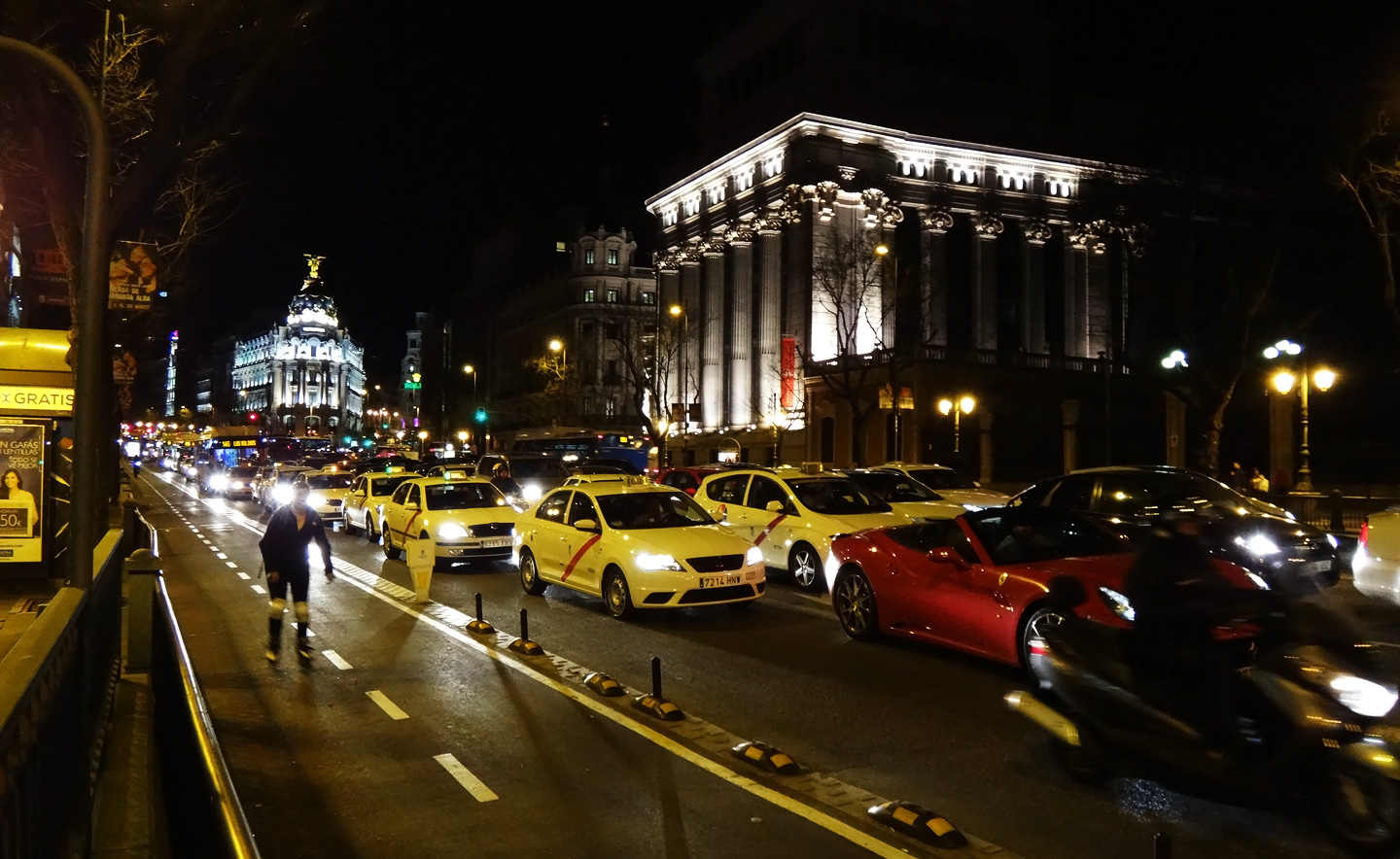
Calle de Alcalá de noche

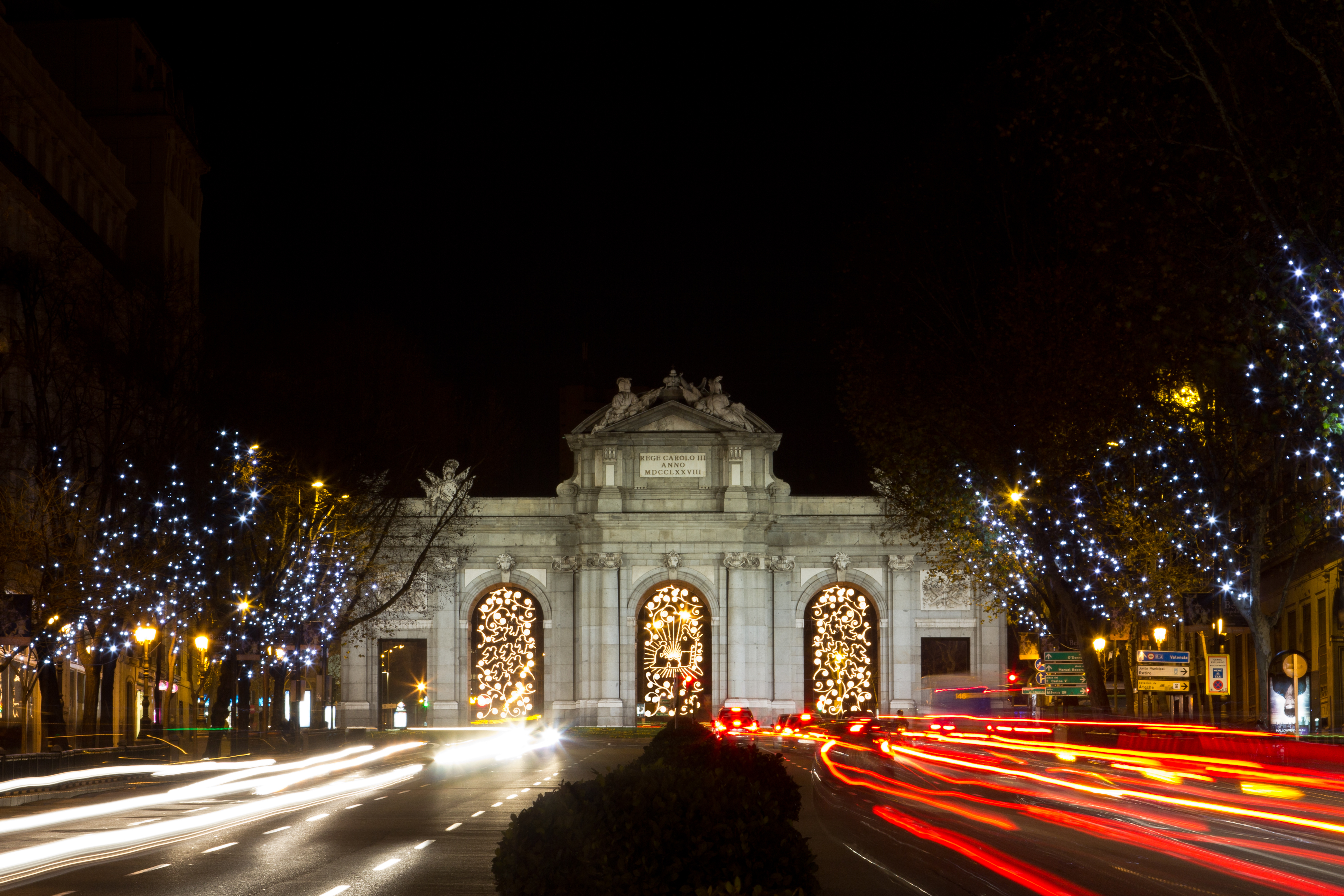
Calle de Alcalá y Puerta de Alcalá

Es la calle de mayor longitud de toda la ciudad. Nace junto a la Estatua del Oso y el Madroño de la Puerta del Sol. En el número 1, se encuentra la Intervención General de la Comunidad de Madrid (dependiente de la Consejería de Economía, Empleo y Hacienda). En el lugar del número 2 se encuentra la Apple Store.
En su tramo inicial la calle conecta con muchos de los puntos más emblemáticos de Madrid. En primer lugar se pueden ver el Centro Canalejas y la Real Academia de Bellas Artes de San Fernando. Tras llegar a la confluencia con la calle Sevilla, se pueden contemplar el Palacio de la Equitativa (el cual alberga un hotel de lujo de la cadena Four Seasons), el Edificio del Banco de Bilbao (que alberga la Consejería de Medio Ambiente, Vivienda y Agricultura de la Comunidad de Madrid), el Teatro Alcázar, y la Iglesia de las Calatravas. Seguidamente, se ubican los edificios que albergan las sedes de los Ministerios de Educación y el de Igualdad, así como la Secretaría General de Instituciones Penitenciarias. Cuando la vía llega en paralelo a la calle Gran Vía, se pueden observar el Edificio Metrópolis, la Iglesia de San José, el Círculo de Bellas Artes, el edificio Zúrich (que alberga el Centro Cultural-Librería Blanquerna de la Generalidad de Cataluña), y la sede de la Comisión Nacional de los Mercados y la Competencia (CNMC). Más adelante, se encuentran el Instituto Cervantes, los jardines vallados del Palacio de Buenavista (que alberga el Cuartel General del Ejército de Tierra de España), el SEPBLAC, el Banco de España, además del Monumento en recuerdo de las víctimas de la pandemia de COVID-19. Tras alcanzar la plaza de Cibeles con su conocida fuente de la diosa, la vía confluye con el paseo de Recoletos y el paseo del Prado. A continuación, se encuentran el Palacio de Linares (que alberga la Casa de América) y el Palacio de Cibeles (sede del Ayuntamiento de Madrid). Subiendo la calle está la plaza de la Independencia (en la confluencia con las calles Serrano y Alfonso XII), en la que se encuentra la puerta de Alcalá. Después pasa por el Parque del Retiro para conectar con el distrito de Salamanca en la confluencia con la calle de O'Donnell. En esta parte podemos encontrar la iglesia de San Manuel y San Benito y la Casa Árabe. Tras pasar por su zona más turística y monumental, se llega a una zona donde predomina la actividad comercial, en la confluencia con la calle de Goya, donde se encuentra una estatua del pintor, para seguir hasta la plaza de Manuel Becerra en donde confluye con las calles Doctor Esquerdo y Francisco Silvela. Una vez llega a la altura de la plaza de toros de Las Ventas, la calle termina su recorrido "céntrico" cruzando la M-30 —el primer anillo circunvalador de Madrid— a través del Puente de Ventas.
En un segundo tramo recorre los distritos de Ciudad Lineal y San Blas-Canillejas. Antes de los años 1960, Alcalá llegaba hasta Ventas, rotulándose desde aquí y hasta el Puente de San Fernando como «carretera de Aragón». Posteriormente, la calle se amplió hasta la Ciudad Lineal, adoptando el término de «avenida de Aragón» desde este punto. Ya en los años 1990, el nombre de Alcalá absorbió al de avenida de Aragón hasta el nudo de Eisenhower, en Ciudad Pegaso. Actualmente, el área de estos dos populosos distritos es principalmente residencial, albergando en los bajos de los edificios gran cantidad de comercio minorista, especialmente de moda, así como el Centro Comercial Alcalá Norte, junto a la calle de los Hermanos García Noblejas y en las proximidades de la calle Arturo Soria. Avanzando más adelante y adentrándose ya en distrito de San Blas-Canillejas, se pueden disfrutar de dos parques municipales: primero el Quinta de Torre Arias y después el Quinta de los Molinos.
En la primera década del siglo XXI se inauguró una nueva rotonda en Canillejas, que une ambos márgenes de la A-2 a distinto nivel, pasando la autovía bajo la rotonda tras las operaciones de cambio de cota a la que fue sometido ese tramo de la A-2. De esta forma se comunican perfectamente los distritos de San Blas-Canillejas y Barajas, quedando conectadas la calle Alcalá en el número 636 y la avenida de Logroño a la altura de su número 25. A partir de esta rotonda se encuentra el tercer tramo, que es el más estrecho. La calle continúa solamente en la acera de los pares yendo en paralelo a la Avenida de América. Los números impares finalizan administrativamente en el 631 aunque solamente se puede ver señalizado hasta el 623. Por su parte, los pares continúan hasta finalizar en el número 728, donde se encuentra el concesionario Star Madrid Retail (concesionario autorizado de Mercedes-Benz). La calle termina en el barrio de Rejas, junto al nudo de Eisenhower, concretamente en la autovía M-14.

## Comunicaciones
| Estaciones de Metro y Cercanías | Sol, Sevilla, Banco de España, Retiro, Príncipe de Vergara, Goya, Manuel Becerra, Ventas, El Carmen, Quintana, Pueblo Nuevo, Ciudad Lineal, Suanzes, Torre Arias y Canillejas |
| Líneas de autobús EMT           | 1 2 5 9 12 15 19 20 21 28 29 38 43 46 51 52 53 74 77 88 104 105 106 109 110 113 140 146 150 152 153 165 210 001 002 E2 E3 E5 N2 N3 N5 N6 N7 N8 N16                            |